# Olímpico Pirambu Futebol Clube
Pour les articles homonymes, voir Olímpico.
Maillots
Le Olímpico Pirambu Futebol Clube est un club brésilien de football basé à Pirambu dans l'État du Sergipe.

## Historique
- 1931 : fondation du club sous le nom de Olímpico Futebol Clube
- 2004 : le club est renommé Olímpico Pirambu Futebol Clube à la suite de la relocalisation du club

## Palmarès
- Championnat du Sergipe
  - Champion : 1946, 1947, 2006